# Чаваш Вармане
Национальный парк «Чава́ш Варма́не» (чув. «Чӑваш вӑрманӗ» наци паркӗ) был создан в 1993 году на территории Шемуршинского района Чувашской Республики для сохранения местного природного комплекса.

## История
Образован 20 июня 1993 года Постановлением Правительства РФ № 588 «Об образовании национального парка „Чаваш вармане“ Федеральной службы лесного хозяйства России».
Федеральное государственное учреждение «Национальный парк „Чаваш вармане“» является природоохранным, эколого-просветительским и научно-исследовательским учреждением, территория которого включает в себя природные комплексы и объекты, имеющие особую экологическую, историческую и эстетическую ценность, и которые предназначены для использования в природоохранных, просветительских, научных и культурных целях и для регулируемого туризма.
В 2011 году награждён дипломом победителя конкурса «Семь чудес Чувашии» в номинации «Чудо природы».
Функционирует учебная экологическая тропа протяжённостью 7 км, проложенная по наиболее живописному участку парка. С 2013 года ежегодно проводится Фестиваль грибов.

## География
- Общая площадь — 25200 гектаров
- Протяжённость с севера на юг — 24 км
- Протяжённость с запада на восток — 17 км

По территории парка протекает река Абамза.

## Флора и фауна
- Леса занимают 95 % территории (доля сосновых насаждений составляет 45,3 %, берёзовых — 27,1 %, осиновых — 14,6 %, липовых — 7,4 %, ольховых — 2,4 %, еловых — 1,4 %, дубовых — 1,6 %, кедровых, ясеневых, кленовых и ивовых — 0,2 %).
- Произрастает около 800 видов растений, выявлено 57 видов растений, включённых в Красную книгу Чувашской Республики.
- Обитают 44 вида млекопитающих.
- Обитают 184 вида птиц.
- Обитают 6 видов пресмыкающихся.
- Обитают 11 видов земноводных.
- Обитают 19 видов рыб.

### Виды, включённые в Красную книгу РФ
11 видов птиц, 1 млекопитающее и 3 вида насекомых, отмеченных на территории национального парка, включены в Красную книгу Российской Федерации.

#### Млекопитающие
- Русская выхухоль (Desmana moschata)

#### Птицы
- Беркут (Aquila chrysaetos)
- Большой кроншнеп (Numenius arquata)
- Большой подорлик (Aquila clanga)
- Змееяд (Circaetus gallicus)
- Кулик-сорока (Haematopus ostralegus)
- Серый сорокопут (Lanius excubitor excubitor)
- Могильник (Aquila heliaca)
- Степной лунь (Circus macrourus)
- Орлан-белохвост (Haliaeetus albicilla)
- Филин (Bubo bubo)
- Чёрный аист (Ciconia nigra)

#### Рыбы
- Русская быстрянка (Alburnoides bipunctatus)

#### Насекомые
- Отшельник обыкновенный (Osmoderma eremita)
- Обыкновенный аполлон (Parnassius apollo)
- Степной шмель (Bombus fragrans)